# Phytoecia kolbei
Phytoecia kolbei är en skalbaggsart som beskrevs av Stefan von Breuning 1951. Phytoecia kolbei ingår i släktet Phytoecia och familjen långhorningar.
Artens utbredningsområde är:
- Benin.
- Gabon.
- Ghana.
- Togo.

Inga underarter finns listade i Catalogue of Life.